# Michael Kroninger
Michael Kroninger (* 12. Dezember 1966 in Herzogenaurach) ist ein ehemaliger deutscher Fußballspieler.

## Karriere
Ab der E-Jugend spielte Kroninger beim ASV Herzogenaurach, nach einem kurzen Gastspiel zum TSV Schlüsselfeld, wo er von seinem Vater trainiert wurde heuerte er beim 1. FC Nürnberg an. Von Nürnberg ging es zu den Kickers Offenbach. Mit den Kickers spielte er 30-mal in der 2. Bundesliga, in den Spielen erzielte er acht Tore. Damit war er nach Dieter Müller, der zehn Tore erzielte, bester Torschütze seines Teams. Da Offenbach die Lizenz entzogen wurde, musste Kroninger im nächsten Jahr in der Hessenliga antreten. Nach einem Jahr in der Hessenliga sicherte sich der FC Schalke 04 die Dienste des Stürmers. Beim S04 war er in der Saison 1990/91, neben Jens Lehmann, Günter Schlipper und Alexander Borodjuk maßgeblich am Gewinn der Meisterschaft in der 2. Bundesliga beteiligt, somit schaffte er den Sprung mit den Gelsenkirchenern in die Bundesliga. Im folgenden Jahr absolvierte er fünf Spiele und verließ anschließend Schalke und wechselte zum TSV 1860 München, später zum TSV Vestenbergsgreuth. Danach spielte er neun Jahre beim TSV Neustadt/Aisch und drei Jahre beim SV Gutenstetten.